# خورخه باوا
خورخه باوا (انگلیسی: Jorge Bava؛ زادهٔ ۲ اوت ۱۹۸۱) بازیکن فوتبال اهل آرژانتین است که در پست دروازه‌بان بازی می‌کند.
از باشگاه‌هایی که آن بازی کرده‌است می‌توان به باشگاه فوتبال ناسیونال اروگوئه، باشگاه فوتبال پنیارول، باشگاه فوتبال لیبرتاد و روساریو سنترال، باشگاه فوتبال ناسیونال اروگوئه، باشگاه فوتبال ناسیونال اروگوئه، تیم ملی فوتبال اروگوئه، باشگاه فوتبال لیبرتاد و باشگاه فوتبال لیورپول (مونته‌ویدئو) اشاره کرد.
وی همچنین در تیم ملی فوتبال Uruguay U23 بازی کرده‌است.